# تبة محمدي (نجف أباد)
تبة محمدي (بالفارسية: تپه محمدی) هي منطقة سكنية تقع في إيران في كردستان. يقدر عدد سكانها بـ 142 نسمة بحسب إحصاء 2016.